# Агњешка Холанд
Агњешка Холанд ( пољ. Agnieszka Holland 28. новембар 1948. Варшава) је пољска филмска и телевизијска редитељка и сценаристкиња. Најпознатија по политичким доприносима пољској кинематографији, Холанд је једна од најеминентнијих пољских филмских стваралаца. Каријеру је започела као помоћница режисера Кшиштофа Занусија и Анджеја Вајде, а емигрирала је у Француску мало пре наметања Војног закона у Пољској 1981. године.
Холанд је најпознатија по својим филмовима Европа Европа из 1991. и У тами из 2011. године, који је на 84. додели Оскара био номинован за најбољи филм на страном језику. Награду Алфред Бауер (Сребрни медвед) на Међународном филмском фестивалу у Берлину 2017. године добила је за филм Трагом костију.

## Детињство, младост и образовање
Агњешка Холанд је рођена 1948. у Варшави, у Пољској. Кћерка је новинарке Ирене (рођена Рибчинска) и Хенрика Холанда, који је био истакнути комунистички активиста од 1935. године и капетан у пољској војсци. Њена мајка била је католикиња а отац Јеврејин, али она није била одгајана у било којој религији. Њен отац Хенрик Холанд изгубио је родитеље у гету током холокауста и провео већину свог одраслог живота негирајући сопствену јеврејску припадност. Њена мајка је учествовала у Варшавском устанку 1944. године као припадница Пољског покрета отпора, помагала је Јеврејима током холокауста и за то је добила медаљу Праведни међу народима од центра Јад Вашем из Израела.
Агњешка је често била болесна као дете и већину свог времена је проводила пишући, цртајући и режирајући кратке представе са другом децом. Када јој је било једанаест година, њени родитељи су се развели, а мајка се ускоро удала за новинара Станислава Бродског.
Свој однос са оцем описује као утицајан, али веома резервисан. „Био је веома занимљив, веома интелигентан, и последњих година свог живота отворио ми је многа врата уметности и филма. Али мала деца га нису баш занимала и примећивао ме је само кад је хтео да направи неки шоу”. 
Сећа се да је приказивао својим пријатељима током окупљања у касним ноћима, а затим игнорисао ујутро када се више није имао госте. Када је имала тринаест година, њен отац је умро под полицијским испитивањем, док је био у кућном притвору у Варшави. Иако су званични извештаји његову смрт означили као самоубиство, његова породица и други верују да га је комунистичка полиција убила дефенестрацијом.
Похађала је Гимназију „Стефан Батори” у Варшави.Након средње школе, студирала је на Филмској и ТВ школи Академије сценских уметности у Прагу (ФАМУ), јер, како је рекла у једном интервјуу, мислила је да су чехословачки филмови 1960-их били врло занимљиви: „Гледала сам прве филмове Милоша Формана, Иван Пасера и Вере Читилове. Чинили су ми да су фантастично интересантни, за разлику од онога што се у Пољској правило у то време.“ На ФАМУ-у је упознала и свог будућег супруга и колегу режисера Лаца Адамика.
Била је сведок Прашког прољећа 1968. године у Чехословачкој, и била ухапшена због своје подршке дисидентском покрету за реформе и политичку либерализацију. Своје време у Прагу описује као „увод у политику, насиље, лепоту, уметност, брак, филм и друге уметности ... све што се догодило после, темељило се на овом чехословачком искуству.” Током боравка у затвору, била је у ћелији између двоје затвореника који су се заљубили. Њен посао је био преношење еротских порука између њих. Рекла је да је "то било као телефонски секс а ја сам проводник". За време боравка у Прагу и у затвору, схватила је да би „радије била уметник него агитатор“. Дипломирала је на ФАМУ 1971. године. Вратила се у Пољску и написала свој први сценарио. Иако је цензурисана и заустављена, привукла је пажњу Андржеја Вајде, који јој је постао ментор. Њена ћерка са Адамиком, Касиа (рођена 28. децембра 1972), такође је режисерка.
Догађаји и збуњујуће особе који су чинили њено детињство резултирали су да се Агњешка значајно борила са идентитетом, што се манифестује у многим њеним најпознатијим филмовима, нарочито оним који су повезани са пољско-јеврејским интеракцијама током холокауста. Према њој, напета веза између Пољака и јеврејских Пољака је и даље актуелно питање. Она каже да су "неки Јевреји из Пољске и даље непријатељски расположени према Пољској ... Постоје ствари у католицизму и пољском национализму које су дубоко антисемитске". Њен признати филм Европа, Европа јој је донио успех и признање у Холивуду, али она се и даље суочава са проблемима у каријери и животу због своје прошлости. Њено „мешовито пољско католичко и јеврејско порекло ... ставља је у средиште насиља овог века“. Ови сукоби и тешкоће били су инспирација за филмове попут Европа, Европа и У тами.

## Каријера
Започела је своју каријеру као помоћница режисера за пољске филмске редитеље Кшиштофа Занусија и Анджеја Вајде. Учествовала је у Занусијевом филм из 1973. године Илуминација и Вајдином филм из 1983. Дантон. Била је прва помоћница директора на Вајдином филму Човек од мермера из 1976. године, што јој је дало могућност да истражује политичка и морална питања у оквирима репресивног режима. Иако је имала велику улогу у успеху овог филма, њено ауторство није објављено због закона о цензури. У првом делу каријере, Агњешка Холанд није могла да објави ниједан филм под својим именом због оштре цензуре комунистичких власти. Вајда јој је понудо да је усвоји, али она је одбила, уверена да ће на крају моћи да објављује филмове под својим именом. Њен први велики филм био је Глумци из провинције, хроника напетих закулисних односа из 1978. године у позоришној трупи у малом граду, која је била алегорија савремене политичке ситуације у Пољској. За овај филм је освојила Награду међународне критике на Канском филмском фестивалу 1980. године.
Још два филма је режирала у Пољској, Грозница из 1980, са којим је учествовала на 31. Берлинском филмском фестивалу  и Усамљена жена 1981, пре него што је емигрирала у Француску, мало пре наметања Војног закона у Пољској децембра 1981. године. 
Речено јој је да се не може вратити у Пољску и више од осам месеци није могла да види или има било какав контакт са ћерком. Током овог времена, иако је била безбедна, није била у стању сама да створи ниједан успешан филм.
Знајући да се не може вратити у комунистичку Пољску, писала је сценарије за колеге пољске филмаше у егзилу: Вајдин Дантон, Љубав у Немачкој(1983), Зли дуси (1988) и Корчак (1990). Такође је развијала сопствене пројекте са западноевропским продукцијским компанијама, режирајући Горка берба (1985), Убити свештеника (1988) и Оливие, Оливие (1992). Номинована је за награду Оскар за најбољи филм на страном језику за Горку бербу, немачку продукцију о Јеврејки у бегу током Другог светског рата.

### Приказ холокауста Агњешке Холанд
Неки од њених најпознатијих остварења су њени прикази холокауста. Ова дела су била изузетно контроверзна због њене посвећености реализму и прихватања свих врста појединаца и као жртви и као људи са манама који заслужују кривицу. Према чланку написаном о њој, њени филмови о холокаусту "држе се за свет каквим га види. Свет у којем мудрост, ако уопште постоји, лежи у прихватању насиља и људске слабости у свима, без изузетка, укључујући Јеврејски народ ". Ово је најизраженије у филму У тами из 2011. године, у којем су ликови Јевреја и пољских католика представљени тако да имају неке прекора вредне карактеристике као и да заслужују опроштај.
Најпознатији филм Агњешке Холанд је Европа Европа (1991), заснован је на животу Соломона Перела (јеврејског тинејџера који је побегао из Немачке у Пољску након Кристалне ноћи 1938. године. Избијањем Другог светског рата и немачке инвазије на Пољску Перел је побегао у совјетски део земље. Ухваћен током немачке инвазије на СССР 1941. године, Соломон је уверио немачког официра да је Немац и нашао се међу Хитлеровом омладином. Филм је у Немачкој имао млак пријем а немачка комисија за избор кандидата за Оскара није га доставила за најбољи филм на страном језику 1991. године. Међутим, привукла је пажњу Мајкла Баркера (који се у то време бавио продајом компаније Орион Класикса). Европа, Европа приказан је у Сједињеним државама, освојивши награду Златни глобус 1991. за најбољи филм на страном језику и номинацију за Оскара за најбоље прилагођени сценариј.
Скоро двадесет година касније, Агњешка Холанд је снимила филм У тами (2011), немачко-канадско-пољску копродукцију која је драматизовала причу о пољском раднику канализације који је помагао групи јеврејских избеглица сакривајући их у канализацији града Лавова у време када су Јевреји слани у логоре за истребљење. Прича се фокусира на односе Пољака и Јевреја током холокауста. Ликови филма У тами приказани су са израженим сличностима, упркос чињеници да је стварност за Јевреје и етничке Пољаке, посебно оне приказане у филму, изузетно различита. Упоређујући пољског главног јунака са јеврејским, Холандова поново ствара морално збуњујући и физички бруталан свет који је, иако врло различит за оне који су ловљени, био свуда за време Трећег рајха. Чини се да је ово поређење јасан одраз њеног личног искуства, посебно њене борбе са идентитетом и антисемитизмом.

### Холанд и Холивуд
Све до успешног филма Европа, Европа из 1991. године, Агњешка Холанд је била једва препозната као признати филмаш у Холивуду. До филма је дошло због вожње с будућим продуцентом филма Артуром Браунером. Америчку академија је частила Агњешку посетом Дизниленду када је била номинована за Оскара најбољи страни филм за филм Горка берба. Након потешкоћа у реализацији тог филма, умало је одлучила да се одрекне филмског стварања заувек, али Браунер је био убеђен да има савршен пројекат за њу. Током путовања у Дизниленд, Агњешка је „против своје боље пресуде одлучила да се вози ролеркостером са својим продуцентом. Након што су завршили, Агњешка се тресла 
од страха док је Браунер извадио уговор из џепа: Потпиши!.” Успех овог филма привукао је пажњу Холивуда, што јој је 
дало прилику да режира филмску адаптацију светски познатог романа из 1911. године Тајни врт. Ово јој је био први филм направљен за велики студио који је био за широку америчку јавност. Била је то огромна промена стила за Агњешку Холанд, који је у то време била позната по својој углавном мрачној и песимистичкој режисерској перспективи.

### Каснија каријера
Као пријатељ пољског писца и редитеља Кшиштофа Кјешловог, сарађивала је на сценарију за његов филм Три боје: плаво. Као и Кјешловски, и она често испитује питања вере у свом раду. Већи део њеног филмског дела има снажно политичко гледиште. Владине репресалије, гушење бирократске машинерије, санкционирани штрајкови и нефункционалне породице заступљени су у њеном раном раду. У интервјуу из 1988. године рекла је да иако су жене важне у њеним филмовима, феминизам није била централна тема њеног рада. Сугерисала је да је, када је снимала филмове у Пољској, у време комунистичког режима, владала атмосфера међуљудске солидарности против цензуре. Рекла је да су је занимали догађаји међу људима, а не политика која се дешава изван њих; у том контексту, „можда бисте могли рећи да су сви моји филмови политички“.
Следе филмови  Оливије, Оливије (1992), Тајни врт (1993), Тотално помрачење (1995), Трг Вашингтон  (1997), продукције ХБО Пуцањ у срце (2001), Јулијин пут кући (2001) и Копирајући Бетовена(2006).
У интервјуу из 1997. године, на питање како су њена искуства као режисера утицала на њене филмове, рела је да "филмашима млађе генерације недостаје животно искуство", и као резултат тога недостаје им много алата потребног да удахну човечаност у своје ликове. У поређењу с режисерима њене генерације, она сматра да млађа генерација долази из богатих породица, иде директно у филмске школе и гледа филмове првенствено на видеокасетама. Сугерише да то резултира оним што она назива "омамљеност" и "конвенционализам" савремене кинематографије.
Била је члан жирија на 25. Московском међународном филмском фестивалу 2003. године. 
 Следеће године режирала је осму епизоду треће сезоне драмске серије Доушници. Године 2006, вратила се да режира осму епизоду четврте сезоне. Обе епизоде је написао романописац Ричард Прајс. Дејвид Симон је рекао да је Холандова „дивно иза камере“ организовала борбу између Авона Барксдејла и Стрингера Бела у тој епизоди.
Године 2007. Агњешка, њена сестра Магдалена Лазаркијевич и њена кћерка Катарина Адамик режирале су пољску политичку драмску серију Екипа, а 2008. године постала је прва председница Пољске филмске академије. Дана 5. фебруара 2009. године, Краков Пост је објавио да ће Агњешка Холанд режирати биографски филм о Кристини Скарбек под називом Кристина: Рат моја љубав.
Њен филм из 2011. године У тами, изабран је за пољског кандидата Оскара за најбољи филм на страном језику. У јануару 2012. филм је био један од пет номинираних.
Прихватила је понуду за снимање троделне драме за ХБО о Јану Палаху, који се у јануару 1969. жртвовао у знак протеста због "нормализације" након инвазије Варшавског пакта на Чехословачку у августу 1968. године. Минисерија Огњени грм приказана је у Пољској и Немачкој  и изабрана за специјалну презентацију на Филмском фестивалу у Торонту 2013. године. Такође је освојила награду Чешки лав у категорији најбољег режисера за ову ТВ серију.
Серија је била приказана и у Националној уметничкој галерији у Вашингтону 1. децембра 2013, где је позвана да одржи меморијално предавање Рајив Ваидиа: Преглед на историју кроз објектив филмског ствараоца. Такође је приказана на Филаделфијском филмском фестивалу 2013. године. Била је и гостујући предавач на Бруклин Колеџу.
У децембру 2013. године најављена је као редитељ минисерије Розмарина беба, дводелне верзије најпродаванијег романа Ајре Левин са Зои Салдана у главној улози.
Агњешка Холанд преузела је председавање одбором Европске филмске академије у јануару 2014. године.
У марту 2016. године објављено је да ће режирати адаптацију бестселер романа Петера Свансона "Врста вредна убијања", психолошки трилер о безобзирној женској убојици.
У фебруару 2017. Агњешка Холанд добила је награду Сребрни медвед Алфреда Бауера за филм Трагом костију. Награда се додељује филмовима за које се сматра да отварају нове перспективе у уметности филма.
Освојила је награду Златни лавови 2019. године на 44. Филмском Фестивалу у Гдањску за свој историјски филм Господин Џонс, који се бави темом Велике глади у Украјини. Агњешка Холанд и Ана Апелбаум су 23. новембра 2019. године одликоване Орденом принцезе Олге 3. класе украјинског председника Владимира Зеленског за њихове напоре у промоцији сећања на холодомор.

## Филмографија
- Грех Исуса Христа (Grzech Boga, 1970)
- Вече код Абдона (Wieczór u Abdona, 1975)
- Слике из живота: девојка и Аквариј (Obrazki z życia: dziewczyna i "Akwarius", 1975)
- Недеља деце (Niedzielne dzieci, 1977)
- Пробне фотографије (Zdjęcia próbne, 1976)
- Нешто за нешто (Coś za coś, ТВ филм, 1977)
- Глумци из провинције (Aktorzy prowincjonalni, 1979, Награду међународне критике на Канском филмском фестивалу)
- Грозница (Gorączka, 1980)
- Усамњена жена (Kobieta samotna, 1981)
- Разгледнице из Париза (ТВ филм, 1982)
- Испитивање (1982)
- Култура (документарац, 1985)
- Горка берба (Bittere Ernte, 1985, Немачка, номинација за Оскара за најбољи филм на страном језику)
- Убити свештеника (1988)
- Европа, Европа (1990, номинација за Оскара за најбољи адаптирани сценарио)
- Оливие, Оливие (1992)
- Тајанствени врт (1993)
- Црвени ветар (ТВ филм, 1994)
- Тотално помрачење (1995)
- Трг Вашингтон (1997)
- Треће чудо (1999)
- Пуцањ у срце (2001)
- Златни снови (документарац, 2001)
- Јулијин пут кући  (2002)
- Хладан случај (2004)
- Копирајући Бетовена (2006)
- Доушници
  - Епизода 3.08 "Moral Midgetry" (2004)[16][17]
  - Епизода 4.08 "Corner Boys" (2006)[19][20]
  - Епизода 5.05 "React Quotes" (2008)[37][38]
- Девојка као ја: Прича о Гвен Араухо (2006)
- Екипа (2007)
- Јаношик, истинита прича(2009)
- Убиство
  - Епизода  1.06 "What You Have Left" (2011)
  - Епизода  1.09 "Undertow" (2011)
  - Епизода  2.01 "Reflections" (2012)
- Тремеј
  - Епизода  1.01 "Do You Know What It Means" (2010)
  - Епизода  1.10 "I'll Fly Away" (2010)
  - Епизода  2.10 "That's What Lovers Do" (2011)
  - Епизода  4.05 "...To Miss New Orleans" (2013)
- У тами (2011) (номинација за Оскара за најбољи филм на страном језику)
- Огњени грм (2013, троделна мини серија) [39]
- Розмерина беба (2014)
- Кућа од карата
  - Епизода 3.10 "Поглавље 36" (2015)
  - Епизода 3.11 "Поглавље 37" (2015)
  - Епизода 5.10 "Поглавље 62" (2017)
- Трагом костију (2017)
- Први
  - Епизода 1.01 "Separation" (2018)
  - Епизода 1.02 "What's Needed" (2018)
- Господин Џонс (2019)
- Шарлатан (2020)

## Остали послови
Агњешка Холанд превела је с чешког на пољски роман Неподношљива лакоћа постојања. Она се добровољно пријавила за овај задатак након што је 1982. године упознала аутора Милана Кундера и прочитала рукопис. Обоје су у то време живели у Паризу. Сматрала је да су догађаји у књизи повезани не само са њеним личним искуством инвазије Варшавског пакта на Чехословачку, већ и са штрајковима 1980. у Пољској, па је желела да представи књигу пољској публици. Превод је првобитно објавио лондонски издавач Анекс и од тада је више пута објављиван.

## Рефернце
1. 1 2  „Kasia Adamik”. Film Polski. Приступљено 16. 2. 2014.
2. 1 2  „Oscars 2012: Nominees in full”. Приступљено 24. 11. 2015.
3. ↑  Agnieszka Holland profile, FilmReference.com; accessed 24 November 2015.
4. ↑  Bloom, Nate (15. 2. 2012). „Jewish Stars: Oscar time”. Cleveland Jewish News.
5. 1 2  NPR: "Poland's Holland, Exploring Holocaust History Again" by Pat Dowell February 13, 2012
6. 1 2 3 4  Tibbets, John and Agnieszka Holland. "The Interview with Agnieszka Holland: The Politics of Ambiguity", Quarterly Review of Film and Video. 25:2, pp. 132-43.
7. 1 2 3 4  Kempley, Rita (12. 10. 1997). „AGNIESZKA HOLLAND: A WAR ON STUPIDITY”. Washington Post (на језику: енглески). ISSN 0190-8286. Приступљено 18. 4. 2018.
8. ↑  Na czeskiej fali, Agnieszka Holland - wywiad Архивирано 2016-03-05 на сајту  retrieved March 9, 2013
9. 1 2  Tong, Allan. „"The only place to execute some kind of power was the film set": Agnieszka Holland on her career | Filmmaker Magazine”. Filmmaker Magazine (на језику: енглески). Приступљено 18. 4. 2018.
10. 1 2 3 4 5 6  Tibbetts, John C. (2008). „An Interview with Agnieszka Holland: The Politics of Ambiguity”. Quarterly Review of Film and Video. 25 (2): 132—143. doi:10.1080/10509200601074751.
11. 1 2  Brunette, Peter (1986). „Lessons from the Past: An Interview with Agnieszka Holland”. Cineaste. 15 (1): 15—17. JSTOR 41686850.
12. 1 2  Cohen, Roger. „Holland Without a Country” (на језику: енглески). Приступљено 18. 4. 2018.
13. ↑  „Berlinale 1981: Prize Winners”. berlinale.de. Архивирано из оригинала 12. 10. 2013. г. Приступљено 29. 8. 2010.
14. ↑  „The 58th Academy Awards (1986) Nominees and Winners”. oscars.org. Приступљено 10. 11. 2013.
15. ↑  „25th Moscow International Film Festival (2003)”. MIFF. Архивирано из оригинала 3. 4. 2013. г. Приступљено 1. 4. 2013.
16. 1 2  Agnieszka Holland, David Simon (story), Richard Price (story and teleplay) (14. 11. 2004). „Moral Midgetry”. The Wire. Сезона 3. Епизода 08. HBO.
17. 1 2  „Episode guide - episode 33 Moral Midgetry”. HBO. 2004. Архивирано из оригинала 25. 09. 2019. г. Приступљено 9. 8. 2006.
18. ↑  „The Wire season 3 crew”. HBO. 2007. Архивирано из оригинала 12. 10. 2007. г. Приступљено 14. 10. 2007.
19. 1 2  Agnieszka Holland, Ed Burns (story), Richard Price (story and teleplay) (5. 11. 2004). „Corner Boys”. The Wire. Сезона 4. Епизода 08. HBO | station.
20. 1 2  „Episode guide - episode 45 Corner Boys”. HBO. 2006. Архивирано из оригинала 25. 09. 2019. г. Приступљено 9. 11. 2006.
21. ↑  „The Wire season 4 crew”. HBO. 2007. Архивирано из оригинала 12. 10. 2007. г. Приступљено 14. 10. 2007.
22. ↑  Jim King (2003). „3rd Exclusive David Simon interview”. The Wire at AOL. Приступљено 5. 11. 2007., p. 5
23. ↑  Krakow Post re film to be made of Krystyna Skarbek/Christine Granville's life by A. Holland Архивирано 2009-04-01 на сајту , krakowpost.com; accessed 24 November 2015.
24. ↑  „Poland to Submit Agnieszka Holland's In Darkness for Oscars”. indiewire.com. Архивирано из оригинала 18. 8. 2011. г. Приступљено 22. 8. 2011.
25. ↑  „Beta Film Acquires Agnieszka Holland's Burning Bush”. Архивирано из оригинала 24. 4. 2013. г.
26. ↑  „Burning Bush”. TIFF. Архивирано из оригинала 30. 8. 2013. г. Приступљено 7. 8. 2013.
27. ↑  „CFTA Award Winners”. Приступљено 2. 4. 2018.
28. ↑  Holland, Agnieszka (1. 12. 2013). „Rajiv Vaidya Memorial Lecture 2013: Viewing History Through the Filmmaker's Lens”. nga.gov (Streaming audio recording). National Gallery of Art. Приступљено 28. 8. 2015.
29. ↑  Holland, Agnieszka (1. 12. 2013). „Transcript - "Viewing History through the Filmmaker's Lens"” (PDF). nga.gov. National Gallery of Art. Приступљено 28. 8. 2015.
30. ↑  „Agnieszka Holland Directs NBC Miniseries: Rosemary's Baby”. Culture.pl. Приступљено 12. 12. 2013.
31. ↑  „New EFA Board”. EFA. Приступљено 12. 12. 2013.
32. ↑  Mike Fleming Jr. (16. 3. 2016). „Agnieszka Holland Set To Helm 'The Kind Worth Killing'”. Deadline Hollywood. Penske Media Corporation. Приступљено 18. 3. 2016.
33. ↑  Meza, Ed (18. 2. 2017). „Berlin Film Festival: 'On Body and Soul' Wins Golden Bear for Best Film”. Variety (на језику: енглески). Приступљено 18. 2. 2017.
34. ↑  „Holland picks up best-movie award for film about the Ukraine’s Great Famine”. Приступљено 24. 9. 2019.
35. ↑  „Ukraine honours two Poles for presenting truth about The Great Famine”. Приступљено 25. 11. 2019.
36. ↑  „Polish citizens awarded for efforts in Holodomor remembrance”. Архивирано из оригинала 01. 07. 2021. г. Приступљено 25. 11. 2019.
37. ↑  Agnieszka Holland, David Mills (story and teleplay), David Simon (story) (3. 2. 2008). „React Quotes”. The Wire. Сезона 5. Епизода 5. HBO.
38. ↑  „The Wire episode guide - episode 55 React Quotes”. HBO. 2008. Архивирано из оригинала 5. 2. 2008. г. Приступљено 5. 2. 2008.
39. ↑  „Agnieszka Holland Burning Bush”. Архивирано из оригинала 17. 3. 2013. г. Приступљено 1. 2. 2013.
40. ↑  „Agnieszka Holland: Mój Kundera”. Newsweek.pl (на језику: пољски). 1. 3. 2018. Приступљено 23. 10. 2018.
41. ↑  Nieznośna lekkość bytu on Google Books (modern edition)
42. ↑  Nieznośna lekkość bytu on Google Books (original Aneks publication)